# 索尼音樂發行
索尼音乐发行有限责任公司（英語：Sony Music Publishing LLC）是美国索尼娱乐旗下的一家音乐出版公司，以「索尼/联合电视音乐出版」名义成立于1995年，由索尼音乐出版公司与联合电视音乐出版公司合并而成，當時ATV音乐老闆是艺人迈克尔·杰克逊。联合电视音乐出版公司由迈克尔·杰克逊于1985年购得，其拥有包括列侬–麦卡特尼曲目在内的版权曲库。
2012年，由索尼/联合电视音乐出版公司所领导的投资财团购并了EMI音乐出版有限公司，由此索尼/联合电视音乐出版公司成为全球最大的音乐出版管理机构，其旗下曲库拥有超过300万首歌曲。2016年，索尼公司收购了杰克逊遗产管理委员会所拥有的50%的索尼/联合电视音乐出版公司股份。
2019年8月1日，索尼/联合电视音乐出版与索尼音樂娛樂合并为索尼音乐集团（Sony Music Group）。
2021年2月10日，索尼/联合电视音乐出版正式改回原名为「索尼音乐发行」。

## 联合电视音乐出版公司历史
联合电视是英国一家广播电视公司，由路·格瑞德于1955年创立。在接下来的20年中，通过一系列的并购，联合电视扩展成为一家娱乐集团，其在唱片、音乐出版及电影制作都拥有了业务线。联合电视于1958年进入音乐行业，并收购了英国唱片公司派伊唱片50%的股份。 到了1966年，联合电视进一步扩大了其在音乐产业的版图。联合电视接连收购了查普尔公司旗下子公司新世纪音乐（New World Music）和周年庆音乐（Jubilee Music）各50%的股份。 同年，联合电视将派伊唱片剩下50%的股份也收购完毕，使得派伊唱片及其负责出版业务子公司维尔贝克音乐（Welbeck Music）都成为联合电视的全资子公司。

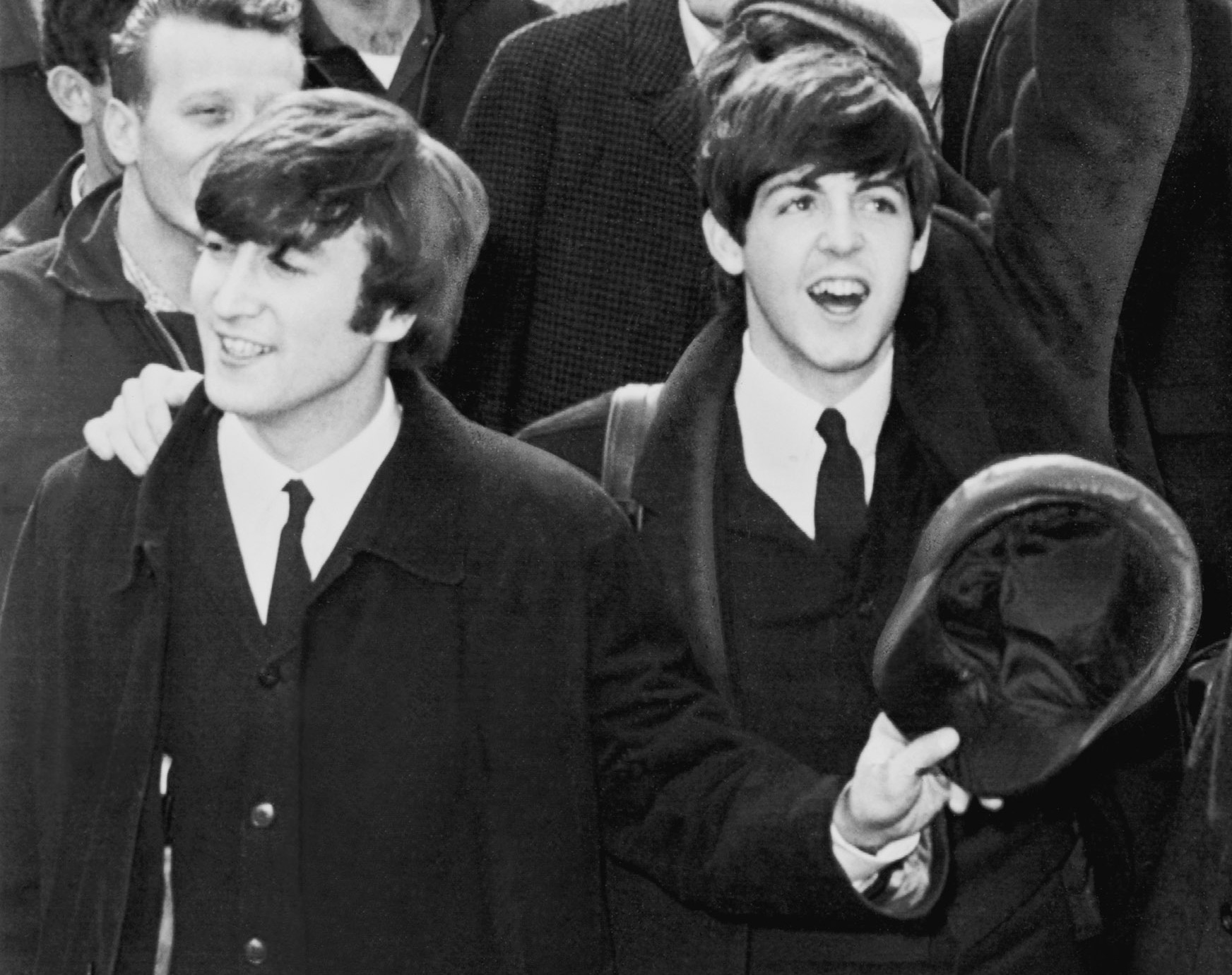
约翰·列侬与保罗·麦卡特尼于1969年曾试图购买北方歌曲的控股权。

1969年，联合电视收购了拥有列侬–麦卡特尼版权曲库的出版商北方歌曲。 这个曲库几乎包括了由约翰·列侬和保罗·麦卡特尼所创作的每一首歌曲。北方歌曲是由约翰·列侬、保罗·麦卡特尼、布莱恩·爱普斯坦和迪克·詹姆斯所共有，但詹姆斯拥有控股权。1969年，迪克·詹姆斯提出要将其所持有的股份出售给联合电视；而约翰·列侬和保罗·麦卡特尼则试图获得该公司的控制权。 为了获得控制权，保罗和约翰卷入了一场旷日持久的诉讼斗争，但他们失败了。在整场收购战中，路·格瑞德的资金实力确保了列侬–麦卡特尼所创作的每一首歌曲都归入到联合电视的控制之下。
1970年，联合电视与克许纳娱乐合资成立了“联合电视－克许纳音乐公司”。 两家公司的合作持续到1972年，当时联合电视音乐公司业已成立，负责管理联合电视所有的出版业务，这其中就包括北方歌曲。在整个1970年代，联合电视音乐公司是音乐产业界中的成功范本，这其中得益于北方歌曲的表现。联合电视音乐还与约翰·列侬、保罗·麦卡特尼签署了合作出版协议，这是由于约翰与保罗与北方歌曲的合作协议将在1973年到期。
虽然联合电视音乐公司获得了极大的成功，但是其母公司联合通讯公司（Associated Communications Corporation）却开始遭遇财务危机。从1978年到1981年，联合通讯公司由于电影部门的连年亏损而导致利润大幅度下降，进而引发股价狂跌。联合电视公司的最主要业务——电视部门失去了政府所颁发的播放授权许可证，不得不重组为中部独立电视台。1981年，路·格瑞德开始试图出售北方歌曲，这个计划得到了几位竞标者的兴趣。为了获得北方歌曲，保罗·麦卡特尼联合约翰·列侬的遗孀大野洋子报价2100万英镑。但是在包括CBS歌曲、EMI音乐出版、华纳通讯、派拉蒙电影和娱乐公司在内的投资者有意打包收购整个联合电视音乐之后，路·格瑞德决定不再单独出售北方歌曲。
与此同时，澳大利亚商人罗伯特·霍姆斯·阿·考特在收购了部分联合通讯公司的股份之后并于1982年1月对其发出了收购要约。在取得公司控股权之后，罗伯特·霍姆斯·阿·考特取代路·格瑞德成为公司新董事长。 而在罗伯特·霍姆斯·阿·考特获得公司控制权之后，他中止了出售联合电视音乐公司的计划。

### 向迈克尔·杰克逊出售联合电视音乐

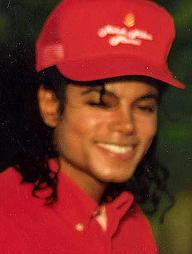
迈克尔·杰克逊在1985年购下了联合电视音乐并在十年后与索尼音乐娱乐合并。

## 索尼音乐出版公司历史
为寻求在音乐、电影及游戏等方面的多元发展，索尼公司在1988年1月收购了CBS唱片公司，并于1991年1月更名为索尼音乐娱乐集团。索尼公司一直在寻找更多机会来扩大其在音乐出版业务方面的版图。CBS唱片公司在1989年收购了纳什维尔音乐出版商树国际出版社。 除了与索尼音乐旗下的唱片歌手签订协议之外，索尼音乐出版公司更进一步收购了佛瑞德·费雪所出版的3,000首曲目及尼尔·罗杰斯 (音乐家)的Chic音乐公司。

## 公司价值

### 最新估值
最新与索尼/联合电视音乐出版有限责任公司的相关估值源自索尼公司收购杰克逊遗产委员会所持有的该公司股票。2016年9月30日，索尼公司以7.5亿美元的价格收购了杰克逊遗产委员会所持有的50%股份。据此，索尼/联合电视音乐出版有限责任公司的的市值估计在22亿到24亿美元之间，这个股价包括其债务。

### 过往估值
在2016年索尼收购杰克逊遗产委员会所持股份之前，有关索尼/联合电视音乐出版有限责任公司的估值随着报道的时间和来源而发生变化。由于缺乏实际交易，因此这种估值往往是不准确的，正如这些报价之间存在着较大的差异。
- 2002年，《福布斯》杂志估计迈克尔·杰克逊所持有的50%索尼/联合电视音乐出版公司股份及其他音乐出版公司的价值在4.5亿美元。[19]

- 2003年，有机构给出7亿美元的估值。[20]

- 根据索尼/联合电视音乐出版公司竞争对手曲库的销售额，行业专家在2004年对索尼/联合电视音乐出版公司的估价是6亿美元到10亿美元之间。[21] 从业经验丰富的音乐产业高管查尔斯·科佩尔曼（Charles Koppelman）则表示10亿美元更能反映索尼/联合电视音乐出版公司的价值。[21] “假如（索尼/联合电视音乐出版公司）出售的话，买家们会挤满整个街区。”他说道，“而我则一定会站在最前排。”[21]

- 2005年，迈克尔·杰克逊的辩护律师托马斯·梅瑟罗（英语：Thomas Mesereau）宣称索尼/联合电视音乐出版公司所持有的曲库价值在40亿到50亿美元之间。[22]

- 截至2007年，迈克尔·杰克逊的财务文件表示其所持有的50%索尼/联合电视音乐出版公司的曲库价值在3.906亿美元左右。[23] 因此索尼/联合电视音乐出版公司的整体曲库价值估价在7.81亿美元左右。

- 2009年，铂金黑麦娱乐资讯公司（Platinum Rye）总裁瑞安·希曼（Ryan Schinman）进一步估计索尼/联合电视音乐出版公司的价值在15亿美元左右。[24]

### 出典
1. ↑   (PDF). 欧盟委员会. 2016-08-01  [2019-03-02]. （原始内容 (PDF)存档于2020-07-09）.
2. ↑  . 彭博有限合夥企業.   [2019-03-02]. （原始内容存档于2019-03-06）.
3. ↑  Wang, Amy X. . Rolling Stone. 2019-07-17  [2019-10-15]. （原始内容存档于2020-05-16） （美国英语）.
4. ↑  . www.sonymusicpub.com.   [2021-02-18]. （原始内容存档于2021-02-27） （英语）.
5. ↑  . Music Business Worldwide. 2021-02-10  [2021-02-18]. （原始内容存档于2021-03-03） （英语）.
6. ↑  . www.sony.com.cn.   [2021-04-06]. （原始内容存档于2022-04-05）.
7. ↑  "Pye Records Deal" Financial Times London 1958-10-23: 1
8. ↑  "ATV Goes into Music Publishing" Financial Times London 1966-06-03: 9
9. ↑  "ATV Buying up Pye Records for £2.1m" Financial Times London 1955-07-13: 1
10. 1 2 3  Guest (2006) p8
11. ↑  "ATV,Kirshner Organize Global Publishing Co.; Maclen In Fold" Billboard 1970-08-22: 7
12. ↑  Moore, John. "McCartney Fails to Regain All His Yesterdays." Financial Times London 1981-11-20: 38
13. ↑  Jones, Peter. "Beatle Catalog Hopefuls Hit 'All Or Nothing' Snag" Billboard 1981-12-12: 45
14. ↑  . Australian Dictionary of Biography Online Edition. Melbourne University Publishing, The Australian National University.   [2010-01-02]. （原始内容存档于2011-04-15）.
15. ↑  "West Coast Publishers Keep Things Happening" Record World 1982-02-27: 8
16. ↑  Pareles, Jon. . The New York Times. 1989-01-04  [2018-12-29]. ISSN 0362-4331. （原始内容存档于2020-09-01）.
17. ↑  Lichtman, Irv. . Billboard (New York, New York: Billboard Music Group). June 17, 1995.
18. ↑  . 2016-10-03  [2016-10-06]. （原始内容存档于2019-06-18）.
19. ↑  Pulley, Brett. . Forbes. 2002-12-08  [2009-04-08]. （原始内容存档于2012-10-25）.
20. ↑  Gundersen, Edna. . USA Today. 2003-11-25  [2009-04-08]. （原始内容存档于2011-08-19）.
21. 1 2 3  Gary, Strauss. . USA Today. 2004-04-27  [2009-04-08]. （原始内容存档于2011-05-22）.
22. ↑  . Fox News. 2005-05-03  [2009-06-06]. （原始内容存档于2007-05-30）.
23. ↑  . CBS News. 2009-06-30  [2014-10-06]. （原始内容存档于2009-08-04）.
24. ↑  Zack O'Malley Greenburg. . Forbes. 2009-06-26  [2009-06-27]. （原始内容存档于2021-03-23）.

### 文献
- Lynton Guest. . Aureus Publishing. 2006-10-01  [2019-02-26]. ISBN 9781899750405. （原始内容存档于2020-09-17）.

- J. Randy Taraborrelli. . Pan Books. 2004  [2019-02-26]. ISBN 9780330420051. （原始内容存档于2020-09-17）.